# Mort de Larry Jackson Jr.
Le 26 juillet 2013, Larry Jackson Jr. a été abattu par le détective Charles Kleinert du Austin Police Department à Austin, au Texas. Jackson était sur les lieux d'un braquage de banque plus tôt dans la journée dans le centre-ville d'Austin. Interrogé par Kleinert sur la raison pour laquelle il a usé d’une fausse identité auprès d'un employé de banque, Jackson s'est enfui. Lorsque Kleinert a rattrapé Jackson, une lutte entre Jackson et le détective Charles Kleinert s'est ensuivie. Un coup de feu a été tiré, touchant mortellement Jackson à la nuque.
Kleinert a été inculpé par un grand jury pour homicide involontaire. En octobre 2015, un juge a abandonné les charges retenues contre Kleinert.

## Détails
Alors que Kleinert demandait à Jackson pourquoi il s'était identifié auprès des employés de la banque comme un autre client de la banque et avait demandé l'accès au compte, Jackson s'est enfui. Kleinert a poursuivi Jackson, a demandé l'aide d'un automobiliste qui passait et l'a suivi à pied sous un pont où une lutte a eu lieu. L'arme de Kleinert s'est déchargée involontairement, touchant Jackson à la nuque,. Kleinert a rapporté que la fusillade était accidentelle. Jackson n'avait pas d'arme sur lui mais n'avait pas été fouillé avant de courir,.

## Conséquences
Après l'incident, Kleinert a pris sa retraite de la police. Il a été inculpé pour homicide involontaire en mai 2014. Le conseil municipal d'Austin a approuvé un dédommagement de 1,25 million de dollars en faveur des enfants de Jackson en août 2014. L'avocat d'Austin, Bobby Taylor, représentait les enfants de Larry Jackson. En octobre 2015, après avoir été renvoyé devant un tribunal fédéral, un juge fédéral a statué que Kleinert, membre d'un groupe de travail du FBI, agissait en sa qualité d'officier fédéral. Le juge a rejeté l'affaire avec préjudice, affirmant que la clause de suprématie s'appliquait.